# Raceland (Louisiane)
Pour les articles homonymes, voir Raceland.
Raceland est une census-designated place américaine située dans la paroisse de La Fourche, en Louisiane.